# Pierre Rehov
Pierre Rehov é um cineastra da França que cobre conflitos árabe-israelitas.